# Lijst van voetbalinterlands Montenegro - Wit-Rusland
Deze lijst van voetbalinterlands is een overzicht van alle officiële voetbalwedstrijden tussen de nationale teams van Montenegro en Wit-Rusland. De landen hebben tot op heden vijf keer tegen elkaar gespeeld. De eerste ontmoeting was een vriendschappelijk duel op 18 november 2009 in Podgorica. De laatste wedstrijd, eveneens een vriendschappelijk duel, werd gespeeld in Aksu (Turkije) op 21 maart 2024.

## Wedstrijden
| № | Plaats    | Datum            | Competitie        | Wedstrijd                | Uitslag |
| - | --------- | ---------------- | ----------------- | ------------------------ | ------- |
| 1 | Podgorica | 18 november 2009 | Vriendschappelijk | Montenegro – Wit-Rusland | 1 – 0   |
| 2 | Zjodzina  | 14 augustus 2013 | Vriendschappelijk | Wit-Rusland − Montenegro | 1 − 1   |
| 3 | Podgorica | 29 maart 2016    | Vriendschappelijk | Montenegro – Wit-Rusland | 0 – 0   |
| 4 | Podgorica | 19 november 2019 | Vriendschappelijk | Montenegro − Wit-Rusland | 2 − 0   |
| 5 | Aksu      | 21 maart 2024    | Vriendschappelijk | Wit-Rusland − Montenegro | 0 − 2   |

## Samenvatting
| Competitie        | Totaal gespeeld | Winst Montenegro | Gelijk | Winst Wit-Rusland | Doelsaldo Montenegro – Wit-Rusland |
| ----------------- | --------------- | ---------------- | ------ | ----------------- | ---------------------------------- |
| Vriendschappelijk | 5               | 3                | 2      | 0                 | 6 − 1                              |
| Totaal            | 5               | 3                | 2      | 0                 | 6 − 1                              |

## Details

### Eerste ontmoeting
| Vriendschappelijk (Podgorica, Montenegro, 18 november 2009): |       |             |
| Montenegro                                                   | 1 – 0 | Wit-Rusland |
| Mirko Vučinić 80'                                            | goals |             |

FSCG · A-internationals · Bondscoaches · Statistieken · Montenegrijns vrouwenelftal · Montenegro U21 · Montenegro U20 · Montenegro U19 · Montenegro U17 · Servië en Montenegro U19 · Servië en Montenegro U17
2003 – 2006** · 
2007 – 2009 · 
2010 – 2019 ·
2020 − 2029
EK 2008 · 
EK 2012 · 
EK 2016
WK 2006** · 
WK 2010 · 
WK 2014 · 
WK 2018
OS 2004** · 
OS 2008 · 
OS 2012 · 
OS 2016
2007 · 
2008 · 
2009 · 
2010 · 
2011 · 
2012 · 
2013 · 
2014 · 
2015 · 
2016 · 
2017 ·
2018 ·
2019 ·
2020 ·
2021 ·
2022 ·
2023
Albanië ·
Armenië ·
Azerbeidzjan ·
België · 
Bosnië en Herzegovina ·
Bulgarije ·
Colombia ·
Cyprus ·
Denemarken · 
Engeland ·
Estland ·
Finland ·
Georgië ·
Ghana ·
Gibraltar ·
Griekenland ·
Hongarije ·
Ierland ·
IJsland ·
Iran · 
Israël ·
Italië ·
Japan ·
Kazachstan ·
Kosovo ·
Letland ·
Libanon ·
Liechtenstein ·
Litouwen ·
Luxemburg ·
Moldavië ·
Nederland ·
Noord-Ierland ·
Noord-Macedonië ·
Noorwegen ·
Oekraïne ·
Oezbekistan ·
Oostenrijk ·
Polen ·
Roemenië ·
Rusland · 
San Marino ·
Servië ·
Slovenië ·
Slowakije ·
Tsjechië ·
Turkije ·
Wales ·
Wit-Rusland ·
Zweden ·
Zwitserland
Argentinië (2006) · 
Ivoorkust (2006) · 
Nederland (2006)
** - Onder de naam Servië en Montenegro
BFF · A-internationals · Bondscoaches · Statistieken · Wit-Russisch vrouwenelftal · Olympisch elftal · W-Rusland U21 · W-Rusland U19 · W-Rusland U18 · W-Rusland U17 · W-Rusland U16
1990 – 1999 · 
2000 – 2009 · 
2010 – 2019 ·
2020 − 2029
1992 · 
1993 · 
1994 · 
1995 · 
1996 · 
1997 · 
1998 · 
1999 · 
2000 · 
2001 · 
2002 · 
2003 · 
2004 · 
2005 · 
2006 · 
2007 · 
2008 · 
2009 · 
2010 · 
2011 · 
2012 · 
2013 ·
2014 ·
2015 ·
2016 ·
2017 ·
2018 ·
2019 ·
2020 ·
2021 ·
2022 ·
2023
Albanië · 
Andorra · 
Argentinië · 
Armenië · 
Azerbeidzjan · 
Bahrein ·
België ·
Bosnië en Herzegovina · 
Bulgarije · 
Canada · 
Cyprus · 
Denemarken · 
Duitsland · 
Ecuador · 
Egypte · 
Engeland · 
Estland · 
Finland · 
Frankrijk · 
Gabon ·
Georgië · 
Griekenland · 
Hongarije · 
Honduras · 
Ierland ·
IJsland · 
India ·
Iran · 
Israël · 
Italië ·
Japan ·
Jordanië · 
Kazachstan ·
Kirgizië · 
Kosovo ·
Kroatië · 
Letland · 
Libië · 
Liechtenstein ·
Litouwen · 
Luxemburg · 
Malta · 
Mexico ·
Moldavië · 
Montenegro · 
Nederland · 
Nieuw-Zeeland ·
Noord-Ierland ·
Noord-Macedonië ·  
Noorwegen · 
Oekraïne · 
Oezbekistan · 
Oman · 
Oostenrijk · 
Peru · 
Polen · 
Roemenië · 
Rusland · 
San Marino · 
Saoedi-Arabië · 
Schotland · 
Slovenië · 
Slowakije · 
Spanje ·
Syrië ·
Tadzjikistan · 
Tsjechië · 
Tunesië · 
Turkije · 
Verenigde Arabische Emiraten · 
Wales · 
Zuid-Korea · 
Zweden · 
Zwitserland